# Garfield megye (Utah)
Garfield megye az Amerikai Egyesült Államokban, azon belül Utah államban található. Megyeszékhelye és legnagyobb városa Panguitch. Lakosainak száma 5083 fő (2013. július 1.). Garfield megye Wayne, San Juan, Kane, Iron, Beaver és Piute megyékkel határos.

## Népesség
A megye népességének változása:
| Lakosok száma | 5184 | 5176 | 5102 | 5083 | 5009 |
|               | 2010 | 2011 | 2012 | 2013 | 2015 |